# Javier Alvarado Ochoa
Javier Alvarado Ochoa (Caracas, Venezuela, 1 de octubre de 1955) es un ingeniero eléctrico venezolano, egresado de la Universidad Simón Bolívar, con especialización en Gerencia de la Energía. Comenzó a trabajar en Lagoven en 1979, en el área de La Salina, estado Zulia. Fue viceministro de electricidad y presidente de la Electricidad de Caracas entre 2007 y 2013.

## Reseña biográfica
Estudio ingeniería de materiales en la Universidad Simón Bolívar.

## Carrera
Comenzó a trabajar en Lagoven en 1979, en el área de La Salina, estado Zulia. En el 2000 se desempeñó como gerente de planificación corporativa en Bitúmenes del Orinoco. Después del paro petrolero en 2002 fue gerente de recursos humanos de Pdvsa, siendo una de sus responsabilidades emitir las cartas de despido de los 20 mil trabajadores de la estatal. Luego fue asignado como gerente general de Pdvsa Occidente. En el año 2007 fue miembro de la Junta Directiva del Sistema Eléctrico de Nueva Esparta (Seneca). En mayo de 2007 es nombrado presidente de la Electricidad de Caracas donde le correspondió el proceso de transición de una empresa privada a una estatal y a su vez la incorporación a Corpoelec. En el 2010 pasaría a viceministro al Ministerio del Poder Popular para la Energía Eléctrica el 12 de febrero de 2010 En 2011, asumió la presidencia de Bariven, una filial de la estatal Petróleos de Venezuela.

## Investigaciones
Alvarado en 2011 fue expuesto por el periodista de investigación Juan Carlos Zapata, cuando lo relaciona en primer lugar a la colocación de bonos Electricidad de Caracas (EDC) en 2008, una transacción nada clara, que generó la salida del vicepresidente de Finanzas Antonio Simancas de Pdvsa. Luego el soborno durante la contratación de Duro Felguera para la construcción de la central termoeléctrica Termocentro por $1500 millones de dólares, el sobreprecio por la instalación de cada megavatio en 2 millones de dólares lo que la ubica en más de un millón de dólares por encima del promedio mundial. Finalmente fue mencionado en las acusaciones del exembajador estadounidense Otto Reich en julio de 2013, durante los negocios relacionados con Derwick Associates, cuyos directivos estudiaron y fueron amigos de infancia de su hijo, Javier Andrés Alvarado Pardi con Alejandro Betancourt López y Pedro Trebbau López. A esta compañía le adjudicaron proyectos por más de 5,000 millones de dólares pese a no tener ninguna experiencia en el sector eléctrico. Los 11 proyectos asignados directamente por un decreto de emergencia a Derwick Associates, arrojaron una sobrefacturación equivalente a 2,933 millones de dólares.
La Banco Privado de Andorra (BPA) cerró en 2015, luego de que el Departamento del Tesoro de los Estados Unidos acusó al banco de lavar fondos ilícitos de Venezuela, China, Rusia y España. Las autoridades de Andorra presentaron una demanda contra BPA en 2018 después de una investigación de seis años. Pero mucho antes, el 30 de noviembre de 2012 a petición de la Fiscalía de Andorra en cooperación con las autoridades de EE UU por presunto delito de blanqueo de dinero habían sido bloqueados como medida cautelar las cuentas de jerarcas venezolanos. Sin embargo un fallo del Tribunal de la Corte, Anna Estragués, ordena el desbloqueo, está fechado el 13 de mayo de 2013, lo que contradice a la propia Fiscalía andorrana, a la unidad de delitos financieros de Estados Unidos la FinCEN y permite desbloquear dichas cuentas por falta de pruebas. Así los beneficiarios de la sentencia pudieron retirar su dinero durante 2014 hasta su cierre. En diciembre de 2017 tuvo acceso el diario español El País a las cuentas desbloqueadas donde diez altos directivos chavistas estuvieron implicados en las investigaciones de la policía de Andorra, recibieron presuntamente comisiones ilegales superiores a 2000 millones de euros por favorecer adjudicaciones a compañías extranjeras de proyectos y obras.
Alvarado fue detenido el 9 de mayo de 2019 por la Unidad de la Policía Española económica y financiera (UDEF) de Madrid por petición de un tribunal de Estados Unidos. Permanecía en libertad condicional por el caso de lavado de dinero con la empresa española Duro Felguera. Según las declaraciones de Javier Alvarado estos proyectos eran pagados por el Fondo Chino y el Fondo para el Desarrollo Nacional (Fonden).
El 11 de abril de 2022 Alvarado denunció que Pdvsa había entregado documentos falsificados a la juez María Tardon para tapar la corrupción en Venezuela durante la audiencia que se sigue en España sobre presuntos delitos de blanqueo de capital entre 2009 y 2015.
El 3 de febrero de 2023 Alvarado Ochoa ha pedido a la juez de la Audiencia Nacional María Tardón que sea citado a declarar Nicolás Maduro en la causa en la que investiga la corrupción haber sido «director miembro de la junta directiva de la petrolera estatal PDVSA» durante el año 2012 asimismo, pide la declaración de César Rincón, que tuvo cargos en la gerencia de PDVSA y de Bariven.
El 23 de abril de 2023 Alvarado, solicitó a la jueza María Tardón que investiga el presunto saqueo a Petróleos de Venezuela (PDVSA) que acuerde la imputación de César Rincón, un exgerente de Pdvsa porque aprobó más de 615 millones de dólares en órdenes de compra entre 2009-2015 y a Silvestre Molero, comisario de Pdvsa. El 4 de mayo de 2023 el gobierno de Andorra bloqueó unas cuentas mínimas donde aun quedaba un resago por un monto de 55 millones de dólares correspondientes a 21 ejecutivos venezolanos de las presuntas comisiones ilegales abonadas a la red por contratistas que recibieron millonarias adjudicaciones de PDVSA antes del 2015. Entre los cuales se bloqueo 5,7 millones euros (6,3 millones de dólares) pertenecientes a Alvarado y que manejó a través de Banca Privada d'Andorra unos 46.5 millones de euros (más de 50 millones de dólares). 

### Proyecto termoelectrica central de ciclo combinado Termocentro, Caso Duro Felguera
El 15 de marzo de 2015, el diario español El Mundo publicó un artículo sobre un grupo de altos funcionarios del gobierno venezolano con cuentas en el Banco de Madrid y en el Banco Privado de Andorra con ahorros en dólares producto del pago de comisiones donde está vinculado Javier Alvarado. Según el artículo, una de las comisiones fue pagada por la compañía española Duro Felguera.
De acuerdo a las investigaciones en la fiscalía de España las comisiones repartidas a Nervis Villalobos y Javier Alvarado, fundamentales en un esquema de corrupción, habría recibido de Duro Felguera para conseguir la licitación más de 105 millones de dólares transferidos a sus cuentas bancarias en Suiza, España y Estados Unidos.

### Proyecto Tocoma, Caso Odebrecht
En 2010 un tribunal del Principado de Andorra a cargo del juez Canolic Mignorance, conoció el caso de lavado de dinero en la Banca Privada de Andorra. Según la fiscalía venezolana estaban implicados por los menos 16 altos exfuncionarios de Pdvsa y del Ministerio del Poder Popular para el Petróleo, entre los que destacan Nervis Villalobos y Javier Alvarado. El 30 de noviembre de 2012 a petición de la Fiscalía de Andorra en cooperación con las autoridades de EE UU por presunto delito de blanqueo de dinero habían sido bloquedos como medida cautelar las cuentas de jerarcas venezolanos. Sin embargo un fallo del Tribunal de la Corts, Anna Estragués, ordena el desbloqueo, está fechado el 13 de mayo de 2013, lo que contradice a la propia Fiscalía andorrana, a la unidad de delitos financieros de Estados Unidos y permite desbloquear dichas cuentas por falta de pruebas. Así los beneficiarios de la sentencia pudieron retirar su dinero.
Lo sucedido en 2013 puso las alarmas a la FinCEN y preparó un informe. El reporte emitido por el Departamento del Tesoro de EE UU a través de The Financial Crimes Enforcement Network (FinCEN) en 2015, revela que la Banca D’Andorra facilitó transferencias por valor de US$ 4.200 millones. Este caso también es investigado en España (Banco de Madrid).

### Inversiones en el Caribe
Después del cierre del Banca Privada de Andorra (BPA) usado para lavar dinero proveniente de PDVSA en inversiones extranjeras, se tiene dos versiones donde fue a parar el dinero obtenido de comisiones por Javier Alvarado Ochoa y su novia, la venezolana Cecirée Casanova Rangel, exgerente de recursos humanos de la Corporación Eléctrica Nacional (Corpoelec), tienen inversiones en el Anandá Boutique Hotel de cinco estrellas, que se encuentra en el centro de la ciudad vieja de Cartagena y tres villas en un exclusivo resort en la costa sureste de República Dominicana, una comprada en 2013 de 1374 m². y dos compradas en 2017 por un millón de dólares de 2,600 m². Para realizar estas operaciones Casanova contaba con tres empresas fantasmas en Luxemburgo y Panamá.

## Empresas asociadas
- Asincro- Empresa de proyectos, Directivos: Hans Carlos Hermann, Ignacio Villegas Grelis y Gustavo Ramón Sol López (ganó un contrato en PDVSA por 23 Millones de dólares en 2008 para administrar un proyecto de generación de energía.)
- Sirena International SA Director y copropietario José Luis Zabala, Cecirée Casanova es parte del directorio, Sirena compró las acciones de 'Inversiones Calle.. en 2015 por US $2.1 millones
- Inversiones Calle del Cuartel SA, propiedad de José Luis Zabala. Cecirée Casanova y Javier Alvarado desde 2015 ( directivos Hans Carlos Hermann, Ignacio Villegas Grelis y Gustavo Ramón Sol López desde 2007) es propietaria de las acciones de Anandá Boutique Hotel
- Biamar Worldwide, registrada en Panamá y dirigida por Cecirée Casanova ... compró una villa en República Dominicana
- Las Cañas 39 Inc. registrada en Panamá y dirigida por Cecirée Casanova ... compró una villa en República Dominicana
- Barranca Este 21 Inc. registrada en Panamá y dirigida por Cecirée Casanova ... compró una villa en República Dominicana
- Left Zeppelin registrada en Panamá y dirigida por Cecirée Casanova ... recibió en 2011 50,00 dólares de Josland Investments
- Josland Investments propiedad de Nervis Villalobos
- Lairholt Finance Limited, registrada en Panamá propiedad de Javier Alvarado... comenzó a recibir un total de $ 8 millones de Josland Investments